# カラカルパク人
カラカルパク人（カラカルパクじん、カラカルパク語: Qaraqalpaqlar）は、中央アジアのウズベキスタンのカラカルパクスタン共和国を中心に居住するテュルク系民族。民族名称の「カラカルパク」は、カラカルパク語で「黒い帽子」を意味する。

## 歴史
カラカルパクの最古の先祖は紀元前1世紀以後、アラル海南岸に住んでいたサカイ、マッサゲタイといった民族であった。2世紀末から4世紀にかけて東方からフン族が、また6世紀から8世紀には突厥が押し寄せ、部分的にテュルク化が始まり、ペチェネグ、オグズといった民族が形成され、カラカルパクの成立も始まった。
10世紀の初め、ペチェネグの一部は西方の南ロシアのステップへ移り、キエフ・ルーシの領内に入った部族はロシアの年代記で「チョルヌイ・クロブキ（黒い帽子）」と呼ばれた。ヴォルガ川とウラル山脈の間に残ったペチェネグはイルティシュ川方面から移って来たキプチャクとまじり、その言語を取り入れた。
16世紀、カザン・ハン国において、チンギス・ハーンの長子、ジョチの末裔であるノガイ系の王族に統率された遊牧集団、すなわちノガイ人と共にヴォルガ川流域に遊牧していた集団として、文献にはっきりと登場する。カザン滅亡後、シルダリア流域に去った。
16世紀から17世紀、カザフ人と共にシルダリアの中流及び下流域に遊牧していた。17世紀初め、ノガイ人と共にエンバ及びヤイカ川上流とシルダリア下流に定住した。これらのカラカルパクはブハラ・ハン国とのつながりをもち、北部のカラカルパクはカザーフのハーンであるタウケ（在位：1680年 - 1718年）に藩属した。
1723年、ジュンガル人による「大いなる災厄」（カザフ語: Ақтабан шұбырынды アクタバン・シュブルンドゥ）と呼ばれる侵略に遭い、1730年にカザフ・ハン国の小ジュズ（Младший жуз）はロシア帝国の庇護を求めた。しかし、その後もジュンガルの侵略は続き、1743年にカザフ・ハン国の小ジュズ（Младший жуз）から追い出され、17世紀から19世紀初め、カラカルパク人の大多数は、ホラズムの故地であるアムダリアとプリダリア両河川のデルタ地帯に居住した。
1867年、ロシア帝国に征服されトルキスタン総督府の管轄下に置かれた。ロシア革命後、ソビエト連邦に属することとなり、1920年にキルギス自治ソビエト社会主義共和国（現在のカザフスタン、首都はオレンブルク）が成立し、1925年にその管轄下の自治州としてカラカルパク自治州を構成した。1932年にカラカルパク自治ソビエト社会主義共和国に昇格。1936年にウズベク・ソビエト社会主義共和国に編入された。当時、ロシア共和国以外で自治共和国を構成した珍しい例である。
1991年、ウズベキスタン共和国成立後も、同国内に自治共和国カラカルパクスタン共和国を構成しているが、人口構成としてカラカルパク人は多数派となっておらず、主導権はウズベク人が有している。

## 言語
カラカルパク人の言語はテュルク諸語の北西語群（キプチャク語群）に属するカラカルパク語である。

## 人種
形質的にはユーロペオイド（青銅器時代以来のステップ住民）とモンゴロイド（東方からの移住民）の二層からなっており、モンゴロイドの要素が濃厚である。